# Diospyros borneensis
Diospyros borneensis är en tvåhjärtbladig växtart som beskrevs av William Philip Hiern. Diospyros borneensis ingår i släktet Diospyros och familjen Ebenaceae. Inga underarter finns listade i Catalogue of Life.